# بيش قلعه
بيش قلعه (بالفارسية: پیش‌قلعه) هي مدينة تقع في إيران في Maneh District. يقدر عدد سكانها بـ 1,631 نسمة .